# Crosslauf-Weltmeisterschaften 2005
Die 33. Crosslauf-Weltmeisterschaften der IAAF fand am 19. und 20. März 2005 in Saint-Étienne/Saint-Galmier statt.

## Kurs
Veranstaltungsort war die Pferderennbahn von Saint-Galmier, ca. 20 km entfernt von Saint-Étienne, wo die Teams logierten. Dort war eine 1,956 km lange Runde präpariert worden, die durch eine Startstrecke von 284 m ergänzt wurde.
Die Männer bewältigten auf der Langstrecke sechs Runden (12,02 km), die Frauen auf der Langstrecke und die Junioren vier Runden (8,108 km), die Juniorinnen drei Runden (6,152 km) und die Kurzstreckler beiderlei Geschlechts zwei Runden (4,196 km).

## Wettkämpfe
Das Rennen der Juniorinnen, das Kurzstreckenrennen der Männer und das Langstreckenrennen der Frauen fanden am 19. März statt, die anderen drei Rennen am darauffolgenden Tag. Insgesamt waren für die Erwachsenenwettbewerbe 560.000 $ Preisgeld ausgesetzt, von denen auf die Gewinner jedes Rennens 30.000 $ und jedes siegreiche Team 20.000 $ entfielen.

## Ergebnisse

### Männer

#### Langstrecke

##### Einzelwertung
| Platz | Athlet                    | Land | Zeit (min) |
| ----- | ------------------------- | ---- | ---------- |
| 1     | Kenenisa Bekele           | ETH  | 35:06      |
| 2     | Zersenay Tadese           | ERI  | 35:20      |
| 3     | Ahmad Hassan Abdullah     | QAT  | 35:34      |
| 4     | Abebe Dinkesa             | ETH  | 35:37      |
| 5     | Eliud Kipchoge            | KEN  | 35:37      |
| 6     | Dejene Berhanu            | ETH  | 35:42      |
| 7     | Boniface Toroitich Kiprop | UGA  | 35:45      |
| 8     | Saif Saaeed Shaheen       | QAT  | 35:53      |

Von 151 gemeldeten Athleten gingen 146 an den Start und erreichten 129 das Ziel.

##### Teamwertung
| Platz | Land und Athleten                                                                  | Gesamtpunktzahl und Einzelplatzierung |
| ----- | ---------------------------------------------------------------------------------- | ------------------------------------- |
| 1     | Äthiopien Kenenisa Bekele Abebe Dinkesa Dejene Berhanu Eshetu Gezhagne             | 24 01 04 06 13                        |
| 2     | Kenia Eliud Kipchoge John Cheruiyot Korir Charles Waweru Kamathi Wilberforce Talel | 35 05 09 10 11                        |
| 3     | Katar Ahmad Hassan Abdullah Saif Saaeed Shaheen Gamal Belal Salem Ali Dawoud Sedam | 42 03 08 12 19                        |

Insgesamt wurden 20 Teams gewertet.

#### Kurzstrecke

##### Einzelwertung
| Platz | Athlet                | Land | Zeit (min) |
| ----- | --------------------- | ---- | ---------- |
| 1     | Kenenisa Bekele       | ETH  | 11:33      |
| 2     | Abraham Chebii        | KEN  | 11:38      |
| 3     | Isaac Kiprono Songok  | KEN  | 11:39      |
| 4     | Saif Saaeed Shaheen   | QAT  | 11:42      |
| 5     | Gamal Belal Salem     | QAT  | 11:43      |
| 6     | Terefe Maregu         | ETH  | 11:43      |
| 7     | Dejene Berhanu        | ETH  | 11:43      |
| 8     | Ahmad Hassan Abdullah | QAT  | 11:46      |

Von 141 gemeldeten Athleten gingen 140 an den Start und erreichten 138 das Ziel.
Teilnehmer aus deutschsprachigen Ländern:
- 28: Christian Belz (SUI), 12:19
- 65: Philipp Bandi (SUI), 12:40
- 111: Stéphane Joly (SUI), 13:16
- 114: Ueli Koch (SUI), 13:19
- 119: Mirco Zwahlen (SUI), 13:23
- 126: Johannes Morgenthaler (SUI), 13:38

##### Teamwertung
| Platz | Land und Athleten                                                                | Gesamtpunktzahl und Einzelplatzierung |
| ----- | -------------------------------------------------------------------------------- | ------------------------------------- |
| 1     | Äthiopien Kenenisa Bekele Terefe Maregu Dejene Berhanu Gebregziabher Gebremariam | 23 01 06 07 09                        |
| 2     | Kenia Abraham Chebii Isaac Kiprono Songok Shadrack Kosgei Henry Kipchirchir      | 31 02 03 10 16                        |
| 3     | Katar Saif Saaeed Shaheen Gamal Belal Salem Ahmad Hassan Abdullah James Kwalia   | 32 04 05 08 15                        |

Insgesamt wurden 21 Teams gewertet. Die Schweizer Mannschaft belegte mit 318 Punkten den 17. Platz.

### Frauen

#### Langstrecke

##### Einzelwertung
| Platz | Athletin               | Land | Zeit (min) |
| ----- | ---------------------- | ---- | ---------- |
| 1     | Tirunesh Dibaba        | ETH  | 26:34      |
| 2     | Alice Jemeli Timbilili | KEN  | 26:37      |
| 3     | Werknesh Kidane        | ETH  | 26:37      |
| 4     | Meselech Melkamu       | ETH  | 26:39      |
| 5     | Isabella Ochichi       | KEN  | 26:43      |
| 6     | Catherine Kirui        | KEN  | 26:49      |
| 7     | Benita Johnson         | AUS  | 26:55      |
| 8     | Gete Wami              | ETH  | 27:20      |

Von 94 gemeldeten Athletinnen gingen 91 an den Start und erreichten 86 das Ziel.
Teilnehmerinnen aus deutschsprachigen Ländern:
- 22: Susanne Ritter (GER), 28:43
- 75: Julia Viellehner (GER), 31:20

##### Teamwertung
| Platz | Land und Athletinnen                                                         | Gesamtpunktzahl und Einzelplatzierung |
| ----- | ---------------------------------------------------------------------------- | ------------------------------------- |
| 1     | Äthiopien Tirunesh Dibaba Werknesh Kidane Meselech Melkamu Gete Wami         | 16 01 03 04 08                        |
| 2     | Kenia Alice Jemeli Timbilili Isabella Ochichi Catherine Kirui Rose Jepchumba | 22 02 05 06 09                        |
| 3     | Portugal Analía Rosa Ana Dias Mónica Rosa Inês Monteiro                      | 86 15 21 24 26                        |

Insgesamt wurden zwölf Teams gewertet.

#### Kurzstrecke

##### Einzelwertung
| Platz | Athletin                  | Land | Zeit (min) |
| ----- | ------------------------- | ---- | ---------- |
| 1     | Tirunesh Dibaba           | ETH  | 13:15      |
| 2     | Werknesh Kidane           | ETH  | 13:16      |
| 3     | Isabella Ochichi          | KEN  | 13:21      |
| 4     | Priscah Jepleting Ngetich | KEN  | 13:25      |
| 5     | Lucy Wangui Kabuu         | KEN  | 13:25      |
| 6     | Meselech Melkamu          | ETH  | 13:28      |
| 7     | Beatrice Jepchumba        | KEN  | 13:31      |
| 8     | Nancy Jebet Langat        | KEN  | 13:31      |

Von 106 gemeldeten Athletinnen gingen 104 an den Start und erreichten 103 das Ziel.

##### Teamwertung
| Platz | Land und Athletinnen                                                                  | Gesamtpunktzahl und Einzelplatzierung |
| ----- | ------------------------------------------------------------------------------------- | ------------------------------------- |
| 1     | Äthiopien Tirunesh Dibaba Werknesh Kidane Meselech Melkamu Deriba Alemu               | 18 01 02 06 09                        |
| 2     | Kenia Isabella Ochichi Priscah Jepleting Ngetich Lucy Wangui Kabuu Beatrice Jepchumba | 19 03 04 05 07                        |
| 3     | Vereinigte Staaten Lauren Fleshman Blake Russell Shalane Flanagan Shayne Culpepper    | 67 11 15 20 21                        |

Insgesamt wurden 16 Teams gewertet.

### Junioren

#### Einzelwertung
| Platz | Athlet                   | Land | Zeit (min) |
| ----- | ------------------------ | ---- | ---------- |
| 1     | Augustine Kiprono Choge  | KEN  | 23:59      |
| 2     | Bernard Kiprop Kipyego   | KEN  | 24:00      |
| 3     | Barnabas Kiplagat Kosgei | KEN  | 24:00      |

Von 132 gemeldeten Athleten gingen 131 an den Start und erreichten 125 das Ziel.

#### Teamwertung
| Platz | Land und Athleten                                                                                     | Gesamtpunktzahl und Einzelplatzierung |
| ----- | --- | ------------------------------------- |
| 1     | Kenia Augustine Kiprono Choge Bernard Kiprop Kipyego Barnabas Kiplagat Kosgei Hosea Mwok Macharinyang | 10 01 02 03 04                        |
| 2     | Äthiopien Tariku Bekele Solomon Molla Chala Lemi Mekuria Tadesse Woldemariam                          | 37 06 08 11 12                        |
| 3     | Katar Nasser Shams Kareem Essa Ismail Rashed Thamer Kamal Ali Moustafa Ahmed Shebto                   | 75 14 15 22 24                        |

Insgesamt wurden 18 Teams gewertet.

### Juniorinnen

#### Einzelwertung
| Platz | Athletin                    | Land | Zeit (min) |
| ----- | --------------------------- | ---- | ---------- |
| 1     | Gelete Burka                | ETH  | 20:12      |
| 2     | Veronica Nyaruai            | KEN  | 20:39      |
| 3     | Beatrice Chepngeno Chebusit | KEN  | 20:44      |

Von 117 gemeldeten und gestarteten Athletinnen erreichten 111 das Ziel.

#### Teamwertung
| Platz | Land und Athletinnen                                                                                 | Gesamtpunktzahl und Einzelplatzierung |
| ----- | --- | ------------------------------------- |
| 1     | Kenia Veronica Nyaruai Beatrice Chepngeno Chebusit Mercy Wanjiku Njoroge Pauline Chemning Korikwiang | 16 02 03 04 07                        |
| 2     | Äthiopien Gelete Burka Belaynesh Zemedkun Workitu Ayanu Alemitu Abera                                | 22 01 05 06 10                        |
| 3     | Japan Akane Wakita Hitomi Niiya Yurika Nakamura Kazue Kojima                                         | 56 11 13 15 17                        |

Insgesamt wurden 17 Teams gewertet.